# Manticora
Manticorele (uneori denumite marticore) erau creaturi legendare monstruoase cu cap de om, trup de leu, aripi de vultur și coadă de dragon sau de scorpion.
Manticora nu indeplineste conditiile de a fi numita fiinta. Ea este entitate si "traieste" in lumea umbrelor. Uneori, in unele conditii, pot sa apara in lumea noastra. In legendele oamenilor apar sub diferite forme pentru faptul ca intr-adevar sunt mai multe rase de manticore, la fel cum in lumea noastra sunt mai multe rase de... caini. Manticorele au rol de paznici in lumea lor si se pare ca acest lucru este stiut din vechi timpuri de oameni, deoarece unele cladiri (chiar biserici vechi din Europa) sunt dotate special cu statuete care reprezinta diverse tipuri de manticore. (Exemplu: Domul din Koln, Germania). Sigur ca exista scrieri vechi despre aceste entitati dar sunt protejate in biblioteci cu acces restrans, ca cea de la Vatican. Din dorinta clericilor de a demonstra ca "lumea cealalta" este dominata de Lucifer, au studiat in mod deosebit aceste aspecte, adica trecerea entitatilor din lumea umbrelor in lumea noastra dar toate aceste lucruri sunt tabu pentru popoare. Se cunosc insa multe cazuri în care manticorele au ajuns accidental in lumea noastra sau la chemarea unor initiati si aceste "intalniri" au lasat urme adanci in constiinta celor care au ajuns sa le vada. Povesti cu manticore apar pe toate continentele si in toate timpurile.